# Chris William Martin
Chris William Martin est un acteur canadien né le 17 janvier 1975, également connu sous le nom de Corky Martin.

## Jeunesse
Martin est né à Burnaby, British Columbia, Canada, fils de Victoria Kathleen et Chris William Martin. Il étudie à McRoberts Secondary School, puis à Richmond High School à Richmond (Colombie-Britannique).

## Carrière
Son premier rôle, en 1991, était dans Fifteen, filmé à Vancouver. Sa performance dans le rôle de Dylan lui vaut une nomination aux Awards pour le meilleur jeune acteur dans un film. Après la fin de la série, il joue le rôle de Jamie Novak dans la série de 1993 Madison, pour lequel il reçoit une nomination aux Gemini pour le meilleur acteur. En 1999 il apparaît dans le film de Carl Bessai Johnny pour lequel il gagna un award spécial du jury pour le meilleur premier rôle canadien dans un film au Festival international du film de Toronto. Il part alors travailler avec Bessai sur 2 films: Lola en 2001, et Emile en 2003. Il apparaît en 2002 dans le film Try Seventeen au côté d'Elijah Wood et Mandy Moore. En 2004, il joua le personnage principal dans The Volcano Disaster. Il joua aussi dans diverses séries télévisées comme Tru Calling, Intelligence et Vampire Diaries.
Au-delà du cinéma et de la télévision il est apparu dans les clips vidéo d'Alanis Morissette "Everything" et "Crazy".

## Filmographie

### Cinéma
- 1999 : Johnny : Johnny
- 2001 : Lola : The Driver
- 2002 : Imagine 17 ans : Steve
- 2003 : Emile : Carl
- 2006 : Moments (court-métrage)
- 2007 : Aliens vs. Predator: Requiem : Député Ray
- 2008 : Chaos Theory : Damon
- 2010 : Buried : State Department Rep. (voix)
- 2011 : Cookie : Patrick
- 2015 : Adaline : Dale Davenport
- 2021 : Demonic de Neill Blomkamp : Martin

### Séries télévisées
- 1990 : Hillside : Dylan Blackwell
- 1992 : Le Ranch de l'espoir (en) (Neon Rider) : Ray
- 1993-1997 : Madison (en) : Hitchhiker
- 1995 : La Légende d'Hawkeye : Tim Surrey
- 1996 : Highlander : Prise de conscience : Carter Wellan
- 1996 : Two : Hitchhiker
- 1997 : La Loi du colt (en) (Dead Man's Gun) : Richard Tyler
- 1998 : Poltergeist : Les Aventuriers du surnaturel : Elliot Black
- 1999 : Haute finance : Stash Roberts
- 1999-2000 : Amazon : Jimmy Stack
- 2000 : Felicity : Greg Stenson
- 2000 : Invasion planète Terre : Richard Palmer
- 2001 : Au-delà du réel : L'aventure continue : De temps en temps : Gavin
- 2002-2004 : Tom Stone : Tom Stone
- 2004 : Tru Calling : Compte à rebours : Justin Burke
- 2004 : North Shore : Hôtel du Pacifique : Eli Manheim
- 2004 : Veronica Mars : Josh
- 2005 : The L Word : Hunter Kirby
- 2005 : Intelligence : Damon Horvath
- 2007 : Shark : Ryan Stafford
- 2007 : Psych : Enquêteur malgré lui : J.P. Berger
- 2007 : Robson Arms : Perry Sound
- 2007 : Heartland : Dr. Simon Griffith
- 2007 : Retour à Lincoln Heights : Dr. Cole
- 2007 : Les Experts : Miami : Rich Caprioto
- 2007 : NCIS : Enquêtes spéciales : Brian Matthews / Taylor
- 2008 : Bones : Garth Jodrey
- 2008 : Mentalist : Rouge flamme : Chef de police Trey Piller
- 2009 : Dollhouse : Griff
- 2009-2014 : Vampire Diaries : Zach Salvatore
- 2010 : Huge : Jonathan
- 2010 : Lone Star : Steve
- 2010 : Terriers : Billy Whitman
- 2011 : Les experts : Baptême de l'air : Pilot Kirk Harmon
- 2013 : Arctic Air : David
- 2014 : Retour à Cedar Cove : Anthony
- 2015 : Assassin Banana : Naval Orange / Aubergine / Gay Pear
- 2018 : Supernatural : L'Affaire papillon : Agent Clegg
- 2018 : Colony : 
  - Un coin propre et bien éclairé : Roger
  - Lazare : Roger
  - Bonzo : Roger

### Téléfilms
- 1993 : De parents inconnus : Jake jeune
- 1994 : Moment of Truth: To Walk Again : Dave
- 1994 : Le prix de la tyrannie : Arthur
- 1994 : Moment of Truth: Broken Pledges : Scott Stevens
- 1995 : La rivale : Jimmy Nolan
- 1996 : Susie Q (en) : Ray Kovich
- 1996 : Une erreur de jeunesse : Robbie Gardner
- 1997 : All the Winters That Have Been : Gabe
- 1998 : Conduite coupable : Cowboy
- 1998 : Un coupable tout désigné : Sergent Martin
- 2001 : L'ultime refuge : Brian Hathaway
- 2003 : Une ville en danger : Médecin
- 2003 : Hotel : Case
- 2004 : Quand la vie est Rose : Hal jeune
- 2004 : DeMarco Affairs : Peter Copeland
- 2008 : The Unquiet : Tom
- 2008 : L'engrenage de la haine : Pelletier
- 2011 : Look Again : Rick Palmer
- 2016 : Enquêtes gourmandes : Meurtre al dente (The Gourmet Detective: Death Al Dente) de Terry Ingram : Steve
- 2019 : Lycéenne parfaite pour crime parfait (Death of a Cheerleader) : Le Shérif Randall

## Récompenses
- 1993 : Young Artist Awards : Nommé pour le meilleur jeune acteur sur une série du cable
- 1997 : Gemini Awards : Nommé pour la meilleure performance d'un acteur dans un rôle dramatique
- 1999 : Toronto International Film Festival : Best Canadian First Feature Film - Special Jury Congratulation pour Johnny (1999)